# Duksz
A Duksz (oroszul: Дукс) latin betűs írásmóddal gyakran Duks, vagy Dux, a 19. század végén alapított orosz gépgyártó vállalat. Kezdetben kerékpárokat, autókat, az első világháború idején léghajókat és repülőgépeket gyártott. Az 1930-as évektől fegyvereket és egyéb haditechnikai eszközöket állított elő, napjainkban levegő–levegő rakéták sorozatgyártását végzi. Az 1920-as, 1930–as években a Dukszból fejlődött ki a szovjet repülőgépipar és a védelmi szféra több jelentős vállalata.

## Története
Julij Meller német származású orosz mérnök és iparos 1895-ben alapított egy kerékpárkészítő üzemet Moszkva szélén, a Jamszkoje poljén (a mai Pravda utca mellett), ahol angliai tapasztalatai nyomán kezdtek el kerékpárokat készíteni.

### Az autógyártás
1900-ban az időközben egyre nagyobbá váló üzemet részvénytársasággá alakították, ekkor kapta a Duksz nevet, a latin Dux (vezető, vezér) szó után.
A cég 1903-ban gőzautót készített, 1904-ben pedig megépítették első autójukat, amely egy francia de Dion-modell volt. A cég tevékenységében ettől kezdve egyre nagyobb szerepet kapott az autógyártás. 1904–1906 között mintegy 100 db autót épített a Duksz, 1909-ben már 100 főt foglalkoztatott.
Az 1910-es évek elejétől kezdve a vállalatnál csökkent az autógyártás jelentősége,   helyette egyre inkább a léghajók, majd később a repülőgépek gyártása került előtérbe.

### A repülőgépgyártás
A cég első megépített repülőgépe egy 1911-es Blériot-modell volt. Ezt követően nyugat-európai, elsősorban francia gépeket gyártottak. Ezek mellett a külföldi gépek bázisán, kisebb módosításokkal néhány saját típus gyártásával is megpróbálkozott a cég. Az első módosított modelljük egy javított és átalakított Farman VII gép volt, melyet 1912-től gyártottak is.
Jelentősebb saját fejlesztést képviselt a Duksz Meller I típusjelű gép, amelynél agy Blériot-gép törzsét egy Farman XV motorgondolájával ötvözték, melyben egy 100 LE-s, tolólégcsavaros Gnome–Rhône motor kapott helyet. Következő modelljüket, egy Farman XVI típust kisebb módosításokkal 1913-tól Duksz Meller II néven gyártották.  A Duksz Meller III típus egy sikertelen próbálkozás volt, melynél a beépített egy db motor lánchajtáson keresztül két légcsavart hajtott volna. A következő modelljük, a Duksz No. 2 ugyancsak sikertelen próbálkozás volt.
A saját modellek sikertelensége miatt az első világháború idején elsősorban a nyugat-európai gépek sorozatgyártása folyt. Ebben az időben a Duksz Oroszország egyik legjelentősebb repülőgépgyártója volt. 1910–1917 között a cég mintegy 1700 db repülőgépet épített, ez akkor az orosz repülőgépgyártás harmadát adta. 1915–1916-ban a Duksznál dolgozott a szovjet repülőgépgyártás egyik későbbi jelentős alakja, Andrej Tupoljev is.
Az 1917-es októberi forradalmat követően, 1918. június 28-án államosították a céget, amelyet először a Kommunar nevet kapta, majd 1919. január 19-én az 1. sz. Állami Repülőgépgyár (GAZ–1) névre kereszteltek át. A gyár az 1920-as években a Szovjetunió egyik fontos repülőgépgyártó központja volt. 1918-tól a gyár műszaki vezetője Nyikolaj Polikarpov volt. Ott folyt a brit Airco DH.9A típusú gép szovjet változatainak, az R–1-nek és R–2-nek a gyártása. Ugyancsak ott gyártották az első, teljes egészében szovjet tervezésű vadászrepülőgépet, az IL–400-at (más jelzéssel I–1), majd 1927-től Polikarpov egyik legismertebb repülőgépét, az U–2-t (melynek későbbi típusjelzése Po–2 lett).
1931–1932-ben az 1. sz. Állami Repülőgépgyárat a Jamszkoje poljéról átköltöztették nagyobb épületekbe.  moszkvai Leningrád sugárútra, a Frunze központi repülőtér közelébe. A GAZ–1 1941-ben felvette Sztálin nevét, majd még ugyanabban az évben a második világháború harcai miatt Kujbisevbe (ma Szamara) evakuálták, ahol más, szintén átköltöztetett üzemekkel vonták össze. Az így létrejött, továbbra is GAZ–1 jelzést viselő repülőgépgyár az 1950-es évek végéig repülőgépeket gyártott, majd azt követően a Progressz nevet vette fel és máig űrkutatási berendezéseket és rakétákat gyárt. 

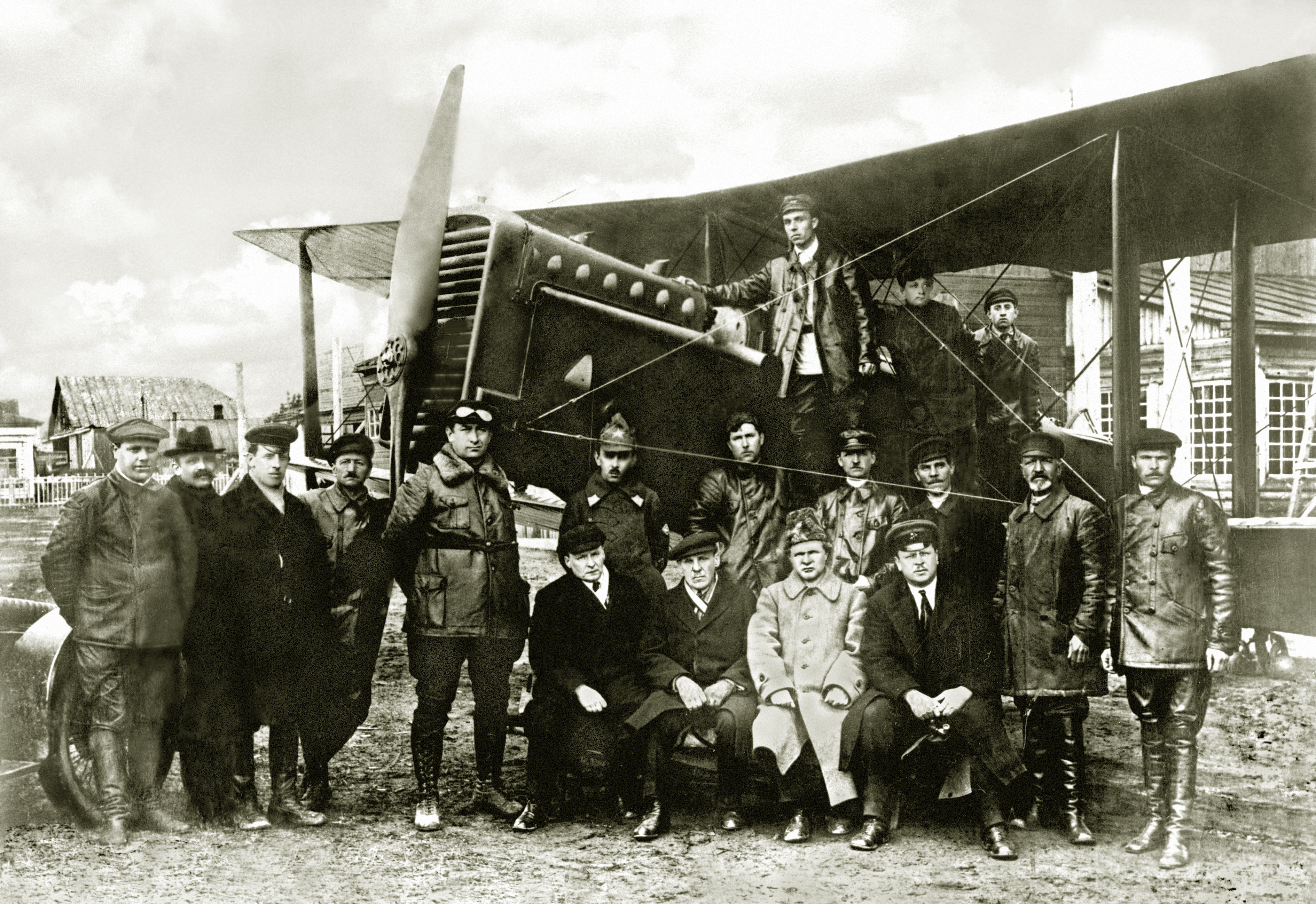
Az R–1 prototípusa a GAZ–1 repülőgépgyárban

A Duksz tevékenységére alapozva építették fel 1929–1933 között az 1. sz. Moszkvai Kerékpárgyárat a mai Velozavodszkaja utcánál. Ebből lett 1941-ben a Moszkvai Motorkerékpárgyár (MMZ), amelyet azonban a második világháború miatt a Szverdlovszki területen fekvő Irbitbe költöztettek és napjainkban is ott működik Irbiti Motorkerékpárgyár (IMZ) néven. Az egykori kerékpárgyár helyére 1947-ben a Moszpribor tervezőiroda költözött (ez napjainkban a robotrepülőgépekkel és műholdakkal foglalkozó Kometa vállalat). 

### A fegyvergyártás
A GAZ–1 kiválása és után 1931-ben a Duksz Jamszkoje poljei eredeti telephelyén maradt üzemekből létrehozták a 32-es számú gyárat, amely  repülőgép-fedélzeti fegyvereket gyártott. Ezt a gyárat 1941-ben a második világháború miatt Kirovba evakuálták, majd 1960-ban átállították légvédelmi rakéták és katapultülések gyártására. Napjainkban Avityek néven működik. 
A háború alatt az üzem Moszkvában maradt dolgozóival megszervezték a legszükségesebb fegyverek gyártását. Így gyártottak ott PPS géppisztolyokat, vagy rakéta-sorozatvetőkhöz alkatrészeket. Az üzem a 43. sz. gépgyár nevet kapta, a háború alatt végig működött.
A második  világháború után, az 1950-es évek elejétől a gyár Kommunar néven működött, fő profilja a bombázókhoz kifejlesztett levegő-föld rakéták és robotrepülőgépek gyártása volt. 1963-tól a gyár ismét profilt váltott, attól kezdve a vállalat levegő–levegő rakétákat gyártott, a Szovjetunióban ez a vállalat lett ennek a fegyvertípusnak a legfőbb sorozatgyártója.
1993-ban a vállalatot részvénytársasággá alakították, ekkor újra felvette a történelmi Duksz nevet.